# Kamertje verhuren (spel)

Een gesimplificeerde versie van een potje kamertje verhuren

Kamertje verhuren (ook vaak met het Franse pipopipette of het Engelse dots and boxes aangeduid) is een populair spel voor twee spelers (hoewel het ook met meer spelers gespeeld kan worden). Het wordt gespeeld op papier.

## Regels
Het spel wordt meestal gespeeld op een vlak van welke grootte dan ook, waarop puntjes in de vorm van een vierkant staan. Elke beurt mag een speler een puntje met een ander puntje verbinden door er een streepje tussen te plaatsen. Je kunt ook ruitjespapier gebruiken. In dat geval trek je de lijntjes over de vakjes. Een voordeel hiervan is dat je van tevoren geen puntjes hoeft te tekenen. Als een speler een hokje compleet maakt mag hij hem invullen (bijvoorbeeld met zijn voorletter of door het in te kleuren met een bepaalde kleur), en mag hij daarna nog een keer. Als een speler een vakje compleet kan maken hoeft hij dit niet te doen. Normaliter trekken de spelers om de beurt een lijntje. Het spel eindigt als een speler meer dan de helft van de beschikbare hokjes gepakt heeft.

## Geschiedenis
Over de geschiedenis van het spel is weinig bekend, maar het werd voor het eerst beschreven in het boek La Pipopipette - Nouveau Jeu de Combinaisons (1889) van de Franse wiskundige Édouard Lucas.